# Парламент Гамбурга
Парламент Гамбурга (Гамбургский парламент) (нем. Hamburgische Bürgerschaft) — однопалатный парламент земли Гамбург в Германии, созданный согласно Гамбургской конституции. В 2011 году в парламенте было 121 депутатов с относительной равной пропорцией представительства избирательных округов. Парламент заседает в Гамбургской ратуше, там же находится и правительство Гамбурга.
Парламент, помимо прочего, несёт ответственность за законность, избрание первого бургомистра (мэра) на избирательный период и контроль над Сенатом (правительственным кабинетом). 121 депутат избирается на всеобщих, прямых, свободных и тайных выборах каждые четыре года.

## История

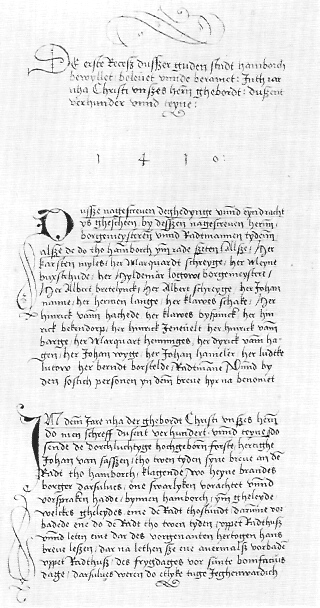
Первый документ с упоминанием Гамбургского парламента. 1410 год.

### Истоки
Бюргерство (нем. Bürgerschaft, буквально «граждане») — термин, используемый со Средних веков для коллективного обозначения жителей Гамбурга мужского пола с гражданством. В XV веке в городе был создан Комитет землевладельцев в городе (нем. Erbgesessene Bürgerschaft, буквально с нем. — «граждане, сидящие на унаследованных участках»), для управления вольным государством. Первый известный документ этого комитета, в членах которого преобладали местные торговцы, датируется 1410 годом и получил название нем. Der Erste Rezess (примерно с нем. — «первое сравнение»). Система кооптации была подвержена коррупции и привела в последующие десятилетия к ряду серьёзных проблем внутри структуры.
Домартовский период вызвал ещё большую критику установленных структур, в то время как Гамбург участвовал в выборах во Франкфуртское национальное собрание в 1848 году. Это привело к ещё большим дебатам. Комитет землевладельцев в городе принял новый закон о выборах, чтобы ответить на критику в сентябре 1848 года, но восстановление, поддержанное и ускоренное прусскими войсками во время Датско-прусской войны (1848—1850), изменило ситуацию.

### Выборы 1859 года
Новая попытка реформирования конституции была начата после длительных обсуждений в 1859 году, а Комитет землевладельцев в городе в ноябре 1959 года собрался в последний раз, чтобы принять решение о роспуске нем. Bürgerschaft. С 1859 года под Bürgerschaft подразумевается новосозданный парламентский орган.

### ФРГ
Выборы 1949 года привели к тому, что после Второй мировой войны был избран новый парламент Гамбурга, и Социал-демократическая партия сохранила лидерство, захваченное по итогам выборов во время британской оккупации 1946 года. Партия беспрерывно, кроме 1953—57 годов, продолжала управлять городом, до тех пор пока в 2001 году Оле фон Бойст не был избран первым бургомистром Свободного и Ганзейского города Гамбурга.

## Итоги выборов

### 2020
Последние выборы в парламент Гамбурга прошли 23 февраля 2020 года:
- СДПГ — 54 мест (39,2 % голосов);
- Союз 90/Зелёные — 33 мест (24,2 % голосов);
- ХДС — 15 мест (11,2 % голосов);
- Левые — 13 мест (9,1 % голосов);
- АдГ — 7 мест (5,3 % голосов);
- СвДП — 1 мест (4,97 % голосов).

### 2015
Выборы, ранее состоявшиеся 15 февраля 2015 года:
- СДПГ — 58 мест (45,6 % голосов);
- ХДС — 20 мест (15,9 % голосов);
- Союз 90/Зелёные — 15 мест (12,3 % голосов);
- Левые — 11 мест (8,5 % голосов);
- СвДП — 9 мест (7,4 % голосов);
- АдГ — 8 мест (6,1 % голосов).